# Max Kaufmann (Künstler)

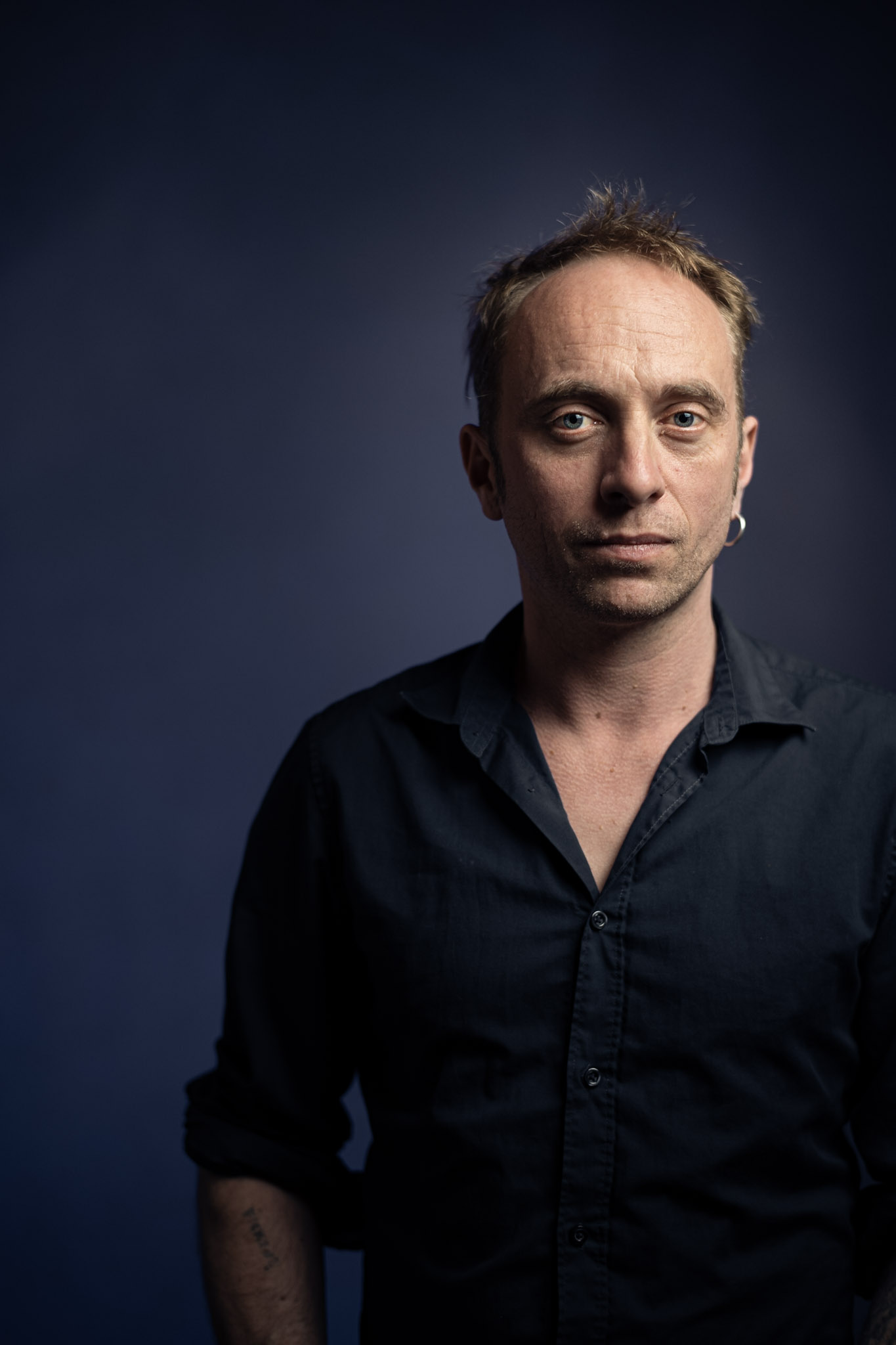
Max Kaufmann, 2021

Max Kaufmann (* 26. Dezember 1976 in Leoben) ist ein österreichischer Bühnenbildner, Regisseur und Filmemacher. Seit Januar 2022 ist er Obmann und Künstlerischer Leiter des Wiener Odeon Theaters.

## Biografie
Max Kaufmann ist der Sohn der Theatermacher und Gründer des Serapionstheaters Ulrike Kaufmann und Erwin Piplits. Kaufmann wuchs in Wien auf. Er arbeitete und spielte bereits als Kind bei Theaterproduktionen mit und machte mit dem Ensemble seine ersten Kurzfilme. Ab den frühen 1990er Jahren war er in der Punkszene aktiv. Er beteiligte sich an der Umsetzung und Mitgestaltung von Zeitschriften, Kulturräumen, Aktionsbündnissen und Kurzfilmen im subkulturellen Bereich, sowie bei der Errichtung der Underground Bar "Autokinokeller" (2001–2006). Über die Jahre war er in vielen Bereichen des Theaterbetriebs im Odeon tätig, von der Bühnentechnik bis zur Schneiderei und Bühnenmalerei. Seit 1999 übernimmt er freie Arbeiten als Bühnenbildner sowie Gestaltung von animierten Video-Projektionen und Ausstattung. Dabei gründete sich eine Arbeitsgemeinschaft mit den Künstlern Eva Grün, Mirjam Mercedes Salzer, gratis g. Strumpf und Tonio Nodari.
Außerhalb des Odeon Theaters beteiligte er sich an der Umsetzung von Video-Projektionen für die Styriarte in Graz, die Mailänder Scala und das Sirene Operntheater. Seit 2015 ist er der künstlerische Leiter des Odeon Theaters sowie des dazugehörigen Kulturraum Spitzer. Seit 2019 führt er Regie für das Serapions Theater.
2021 wurde das mobile LKW Kino Milieu Kino nach einer 10-jährigen Realisierungsphase fertiggestellt. Das Milieu Kino war im Rahmen einer Stationstheater-Inszenierung in Zusammenarbeit mit Makemake Produktion über Ruth Klügers Roman "Weiter leben. Eine Jugend" im selben Jahr das erste Mal in Betrieb.
Seit Januar 2022 ist Max Kaufmann außerdem der Obmann des Theaterverein Odeon.

## Ausgewählte Arbeiten

### Als Bühnenbildner
- 1999: Marie-Magdeleine (Oratorium von Jules Massenet als Oper) für das Festival Osterklang im Wiener Odeon Theater, Regie: Erwin Piplits und Ulrike Kaufmann
- 1999: Nemo, Nemo Loqvitvr mit dem Serapions Ensemble im Odeon Theater, Regie:Erwin Piplits und Ulrike Kaufmann
- 2000: Ni Más Ni Menos mit dem Serapions Ensemble im Odeon Theater, Regie: Erwin Piplits und Ulrike Kaufmann
- 2001: Nunaki mit dem Serapions Ensemble im Odeon Theater, Regie: Erwin Piplits und Ulrike Kaufmann
- 2002: Ciao Mama mit dem Serapions Ensemble im Odeon Theater, Regie: Erwin Piplits und Ulrike Kaufmann
- 2002: Persephone (Oper) mit dem Serapions Ensemble im Odeon Theater, Regie: Erwin Piplits und Ulrike Kaufmann
- 2004: Serapion Mon Amour mit dem Serapions Ensemble im Odeon Theater, Regie:Erwin Piplits und Ulrike Kaufmann
- 2005: Xenos im Odeon Theater, mit dem Serapions Ensemble im Odeon Theater, Regie: Erwin Piplits und Ulrike Kaufmann
- 2007: Com Di Com Com mit dem Serapions Ensemble im Odeon Theater, Regie: Erwin Piplits und Ulrike Kaufmann
- 2008: Alcione (Oper von Marin Marais) mit dem Serapions Ensemble im Odeon Theater, Musikalische Leitung: Lorenz Duftschmid, Regie: Philipp Harnoncourt
- 2009: Follow Me - Masque of Temperaments mit dem Serapions Ensemble, Musikalische Leitung: Lorenz Duftschmid, Regie: Erwin Piplits und Ulrike Kaufmann
- 2009: School of Night mit dem Serapions Ensemble, Regie: Erwin Piplits und Ulrike Kaufmann
- 2010: Engel aus Feuer (Sergej Prokofieff) mit dem Serapions Ensemble im Odeon Theater, Regie: Philipp Harnoncourt
- 2011: Voilà mit dem Serapions Ensemble im Odeon Theater, Regie: Erwin Piplits und Ulrike Kaufmann
- 2013: P a R a D i S o mit dem Serapions Ensemble im Odeon Theater, Regie: Erwin Piplits und Ulrike Kaufmann
- 2013 Barbe-Bleue (Jacques Offenbach) bei der Styriarte Graz, Regie: Philipp Harnoncourt
- 2015: Anagó mit dem Serapions Ensemble im Odeon Theater, Regie: Erwin Piplits
- 2016: ... Am Abend der Avantgarde (nach „Enuma Elisch“ von Anna Achmatowa) mit dem Serapions Ensemble im Odeon Theater, Regie: Erwin Piplits
- 2016: Porgy and Bess (George Gershwin), Teatro alla Scala, Dirigent: Alan Gilbert, Regie: Philipp Harnoncourt
- 2017: Das Rauschen der Flügel – Fidèles d’amour 1 mit dem Serapions Ensemble im Odeon Theater, Regie: Erwin Piplits, Mario Mattiazzo, Ivana Rauchmann
- 2017: Rebellion – Fidèles d’amour 2 mit dem Serapions Ensemble im Odeon Theater, Regie: Erwin Piplits, Mario Mattiazzo, Ivana Rauchmann
- 2018: Der Ruf – Fidèles d’amour 3 mit dem Serapions Ensemble im Odeon Theater, Regie: Erwin Piplits, Mario Mattiazzo, Ivana Rauchmann
- 2018: Das Totenschiff, Sirene Operntheater, Regie: Kristine Tornquist, Jury Everhartz
- 2019: Lamento Allegro mit dem Serapions Ensemble im Odeon Theater, Regie: Max Kaufmann, Mario Mattiazzo, Erwin piplits
- 2019: Dafne und Lauro bei der Styriarte Graz, Regie: Wolfgang Atzenhofer
- 2020–2022: KOOM POSH mit dem Serapions Ensemble im Odeon Theater, Regie: Max Kaufmann, Mario Mattiazzo
- 2023: Salto Vitale, mit dem Serapions Ensemble im Odeon Theater. Bühne & Szenario: Max Kaufmann. Ensembleleitung: Mario Mattiazzo

### Als Regisseur
Theater
- 2019 Lamento Allegro mit dem Serapions Ensemble im Odeon Theater
- 2020 KOOM POSH mit dem Serapions Ensemble im Odeon Theater
- 2023 Salto Vitale mit dem Serapions Ensemble im Odeon Theater
- 2023 Alice mit dem Serapions Ensemble und dem Sirene Operntheater, im Odeon Theater

Film
- 1986: Petit Dreh und Trick
- 1987: SexWochen Schuppenröschen und andere Geschichten
- 2004: Der Einbruch
- 2006: Flap Flap die lustige Libelle
- 2017: Autokino Unterwegs
- 2022: SINE META DROM

## Auszeichnungen
- 2005: Nestroy-Theaterpreis Beste Ausstattung für Xenos im Serapionstheater

## Veröffentlichungen
- Erwin Piplits, Max Kaufmann: Ulrike Kaufmann – Lebenswerk.[9] Odeon, Wien 2018, ISBN 978-3-200-06043-2